# Casa Mossèn Batlle
La Casa Mossèn Batlle és una casa d'Erill la Vall al municipi de la Vall de Boí (Alta Ribagorça) protegida com a bé cultural d'interès local.

## Descripció
Es tracta d'una casa pagesa de muntanya formada per: habitatge, paller i cobert situat entre els dos edificis, el conjunt forma una L i tanca l'era.
Habitatge:
Edifici de planta rectangular que consta de planta baixa i dos pisos amb coberta a dues vessants. L'últim pis és producte d'una ampliació feta després dels anys 50, que va modificar també les façanes.
Paller:
Edifici de planta rectangular, amb planta baixa destinada a cort i un pis destinat a paller, cobert a quatre vessants, amb les grans obertures de cada planta donant al carrer.
Cobert:
Situat entre els altres dos edificis i amb coberta a dues vessants, actua com a ròtula entre ells, amb un volum més reduït.